# Середземноморський університет
Середземноморський університетт — приватний заклад вищої освіти Чорногорії в столиці, місті Подгориця. Заснований 30 травня 2006 року. Це перший приватний університет, заснований у Чорногорії та організований на 6 факультетах. Університет є членом Мережі Балканських університетів.

## Історія
Середземноморський університет - перший приватний університет у Чорногорії. Складався з чотирьох організаційних підрозділів: 
- Факультет туризму, готельного господарства та управління торгівлею
- Факультет економіки та бізнесу
- Факультет візуальних мистецтв
- Факультет інформаційних технологій.

Згодом ще два факультети приєдналися до університету: факультет іноземних мов та юридичний факультет офіційно стали організаційними підрозділами Середземноморського університету 16 грудня 2006 року. Факультет туризму, готельного господарства та торгівлі був заснований у 2004 році.   9 лютого 2008 року Факультет туризму Бару змінив назву, став називатися - «Школа туризму Монтегро».
Резиденція Середземноморського університету знаходиться в Подгориці. Там також знаходяться підрозділи: факультет бізнес-досліджень "Чорногорська бізнес-школа", факультет візуальних мистецтв, факультет інформаційних технологій, факультет іноземних мов та юридичний факультет. Факультет туризму, готельного господарства та управління торгівлею розташований у м. Бар
З часу свого заснування Середземноморський університет у Підгориці функціонує як єдина юридична особа відповідно до Болонської декларації.
Якість навчальних програм на всіх факультетах університету перевірено у 2008 році експертною комісією Ради з питань вищої освіти. Університет був повторно зареєстрований протягом наступних п'яти років, що свідчить про високу якість  роботи.
У доповіді групи експертів, серед іншого, зазначається: «Середземноморський університет розвинувся та створив міцну основу для швидкого майбутнього розвитку з прагненням стати високоякісним регіональним університетом».
Відповідно до Болонського процесу постійно ведеться робота над підвищення рівня якості всіх видів діяльності в університеті - викладання, навчальні програми, система оцінювання, заснована на впровадженні Європейської системи передачі та накопичення кредитів, підручники та література, обладнання навчальних кабінетів, інформаційна система, наукові дослідження, видавнича справа, підбір викладацького та адміністративного персоналу, бібліотека, постійна освіта, міжуніверсальна співпраця та інші стандарти.

## Навчальні програми

### Студенти
- Факультет туризму "Чорногорська школа туризму" - Управління туризмом
- Факультет економіки та бізнесу - фінансовий менеджмент та маркетинг.
- Факультет інформаційних технологій - Інформаційні технології
- Факультет візуальних мистецтв - Дизайн візуальних комунікацій та аудіовізуальної продукції
- Факультет іноземних мов - ділова англійська мова та ділова італійська мова
- Юридичний факультет - Навчальна програма комерційного права та Судова навчальна програма
- Інженерний факультет - Навчальна програма з будівництва та навчальна програма архітектури

### Аспіранти
- Факультет туризму "Чорногорська туристична школа" - спеціаліст з вивчення туризму та готельного господарства та магістерські навчання під однойменною назвою.
- Факультет економіки та бізнесу - спеціаліст з вивчення фінансового менеджменту та управління маркетингом та магістерські дослідження під однойменною назвою.
- Факультет інформаційних технологій - спеціаліст з інформаційних технологій та магістерських досліджень під однойменною назвою.
- Факультет візуальних мистецтв - спеціалізовані дослідження Дизайн візуальних комунікацій та аудіовізуальної продукції та магістерські роботи під однойменною назвою.
- Юридичний факультет - спеціаліст з комерційного права та судово-кримінального права та магістерських досліджень Комерційне право, судово-кримінальне право та юридико-політична навчальна програма
- Інженерно-технічний факультет - Вища навчальна програма та архітектура будівництва

### Докторантура
- Факультет «Чорногорської туристичної школи» організовує докторантуру «Управління туризмом» тривалістю три роки.

### Американські дослідження в Середземноморському університеті
З 2010/11 навчального року Середземноморський університет та Рочестерський технологічний інститут з Нью-Йорка  студентам  пропонують дві навчальні програми: «Лідерство в сервісах» та «Інновації та управління проєктами». Після успішного закінчення навчання студенти отримують подвійні ступені. Викладачі Середземноморського університету та Рочестерського технологічного інституту виступлять з програмами, а лекції проходять англійською мовою.

## Наукові дослідження та інші проєкти
В університеті створено Центр досліджень та консультацій з проектів. Завдяки роботі з проектами та підготовці викладачів університет зміцнює зв’язок між академічним та діловим середовищем Чорногорії. Приймаючи європейські стандарти у викладанні та наукових дослідженнях та завдяки співпраці з багатьма міжнародними вищими навчальними закладами, університет бере активну участь у культурному та економічному розвитку Чорногорії та її інтеграції в європейські та світові тенденції.
Середземноморський університет у співпраці з університетами-партнерами з ЄС - Університетом Дебрецена, Угорщини, Університетом  Вагенінген, Нідерланди, Шотландським сільськогосподарським коледжем, Будапештською бізнес-школою та партнерами з Чорногорії - Університетом Чорногорії, Економічною палатою Чорногорії та Міністерством туризму Чорногорії.

## Співпраця
Середземноморський університет є частиною групи Атлас - однієї з провідних корпорацій Південно-Східної Європи, яка має вирішальну роль у реалізації інвестиційної діяльності та проектів.
Середземноморський університет та Торгова палата Чорногорії мають інтенсивну співпрацю в галузі програм професійного розвитку, аналізу та проектів, організації семінарів, круглих столів та інших професійних зборів, включно з участю представників університету в роботі арбітражних органів, створених в Палаті та інші форми співпраці.
Середземноморський університет підтримує та розвиває контакти з іншими університетами відповідно до взаємно гармонізованих та підписаних двосторонніх угод, які передбачають: обмін викладачами та студентами, спільні науково-дослідні проєкти, участь у семінарах та інших академічних зборах, програми професійної підготовки та інші заходи, що сприяють академічній співпраці.

## Система дистанційного навчання
«Набуття знань та навичок за допомогою наданої інформації та інструкцій за допомогою різних технологій та інших форм дистанційного навчання».
Можливість дистанційного навчання та тестування через Інтернет стає необхідністю кожного університету, викладача чи вищої школи. Розвиток "Дистанційного навчання" у світі досяг прориву. Численні всесвітньо відомі академічні установи пропонують цю категорію навчання як обов'язковий вибір сучасної освіти у своїх навчальних програмах. Ця модель вивчення, яка зазвичай використовується в західних країнах, стала реальністю. Всі факультети Середземноморського університету пропонують систему дистанційного навчання у своїх навчальних програмах. Факультет інформаційних технологій університету «Медітеран» у Подгориці врахував рекомендації та досвід провідних світових установ та організацій, що надають конкретні стандарти та системи для забезпечення якості дистанційного викладання.